# ویکرانت رونا
ویکرانت رونا (به انگلیسی: Vikrant Rona) فیلمی هندی محصول سال ۲۰۲۲ و به کارگردانی آنوپ بهانداری است. در این فیلم بازیگرانی همچون سودیپ، نیروپ بهانداری، نیتا آشوک و ژاکلین فرناندز ایفای نقش کرده‌اند.